# Gabriel Masłowski
Gabriel Masłowski herbu Samson (brak dokładnych dat urodzenia i śmierci – urodzony w I połowie XVI stulecia, zmarł między 1581 a 1590) – polski polityk z epoki renesansu, wojski i podwojewodzi wieluński, brat Franciszka, filologa klasycznego, grecysty (ur. ok. 1530, zm. po 1593), Antoniego (chorążego wieluńskiego w okresie od 16 IV 1568 do 16 XI 1587, zmarłego przed 4 V 1588) i Walentego (posła na sejm parczewski).

## Życiorys
Gabriel Masłowski, XVI stulecie – dokładne daty urodzenia i śmierci nie są znane – urodzony w I połowie XVI stulecia, zmarł między 1581 a 1590, najstarszy syn Piotra Masłowskiego z Rudy (sędziego wieluńskiego – w okresie od 24 IX 1527 do 4 I 1561). Szlachecka rodzina Masłowskich herbu Samson, z której pochodził, wywodziła się z ziemi wieluńskiej. Masłowscy używali przydomku „Watta” i pisali się „z Rudy”. (Z. Gloger w swej „Geografii historycznej ziem dawnej Polski” podaje za Długoszem, że pierwszą stolicą ziemi wieluńskiej była Ruda, zanim wybrano dogodniej położony Wieluń). Rodzina Masłowskich znana była w ziemi wieluńskiej jako jedna ze znaczniejszych już od końca XIV stulecia. Zaś w połowie XVI wieku należały do niej działy w Łaszowie, Małyszynie, Okalewie, Olewinie i niemal cała Ruda.
Według dostępnych źródeł w okresie od 9 XI 1562 do 6 III 1581 Gabriel Masłowski piastował urząd wojskiego wieluńskiego, zaś w latach 1571–1576 – podwojewodziego ziemi wieluńskiej. W czasie panowania Zygmunta Augusta był posłem na sejm parczewski 1564 roku (wraz z bratem Walentym). Następnie w roku 1565 występował również jako poseł na sejm piotrkowski, a w 1569 – jako poseł na sejm lubelski, na którym uchwalono akt unii lubelskiej. Masłowski był właśnie tym posłem, który zawiesił pieczęć przy akcie unii lubelskiej. Ustanowiono go wtedy reprezentantem izby poselskiej do spraw lustracji na Mazowszu i Podlasiu przeprowadzonej w 1570 roku. Poseł na sejm 1572 roku z województwa sieradzkiego. W czasie bezkrólewia, po śmierci Zygmunta Augusta w 1572 roku, na zjeździe województw wielkopolskich w Kole – 15 października 1572 – powierzono Masłowskiemu funkcję deputata przy staroście wieluńskim do spraw egzekucji wyroków sądowych.
Poseł na sejm koronacyjny 1574 roku z ziemi wieluńskiej. W 1575 roku podpisał elekcję Maksymiliana II Habsburga.
Masłowski jako zwolennik dynastii Piastów – porównywał jej znaczenie dla Polski ze znaczeniem Aleksandra Macedońskiego dla Macedonii i Scypionów dla starożytnego Rzymu. Wyrazem jego poglądów politycznych były kontakty, które go łączyły z księciem legnickim Henrykiem IX. Później jednak – w czasie drugiego bezkrólewia (1575), po ucieczce (19 czerwca 1574) z Rzeczypospolitej Henryka Walezego – został stronnikiem Habsburgów. Taką postawę zajął zwłaszcza na sejmie elekcyjnym w 1575 roku, na którym poparł (bezskutecznie) kandydaturę cesarza Maksymiliana II Habsburga podpisując akt jego elekcji, wbrew stanowisku Zborowskich, na których zarozumiałość się uskarżał. Uważał bowiem, że okoliczności sprzyjają objęciu przez Maksymiliana, tronu królewskiego w Krakowie, który pozostawał w tym czasie bez załogi wojskowej. Sądził, że wojska cesarskie – pod warunkiem przyjaznego zachowania – byłyby przychylnie powitane przez mieszkańców Polski.
Był więc przeciwnikiem wyboru Stefana Batorego, który w tym czasie również kandydował do tronu I Rzeczypospolitej. I tak w liście z 25 lipca 1576 do księcia legnickiego Jerzego II, który był wówczas „mężem zaufania” Maksymiliana II uprzedzał o niebezpieczeństwie zajęcia przez Batorego zamku w Tykocinie, gdzie znajdował się nie tylko skarbiec po Zygmuncie Auguście, lecz także znaczne zapasy uzbrojenia.
Można dodać, że postawa Masłowskiego nie była bezinteresowna, gdyż oczekiwał za swe zasługi dla obozu Habsburgów ułatwień w handlu wołami. Masłowski utrzymywał bliskie kontakty ze środowiskiem mieszczańskim, a szczególnie kupieckim. Ich przejawem była (w 1571 roku) interwencja Masłowskiego w sprawie uwięzionego przez radę miejską w Brzegu kupca żydowskiego z Wielunia. Pisał wtedy, że orzeczenia sądowe nie powinny być różnicowane według kryterium religijnego. Poseł na sejm 1578 roku z województwa sieradzkiego.
Funkcje publiczne pełnił Masłowski również w następnych latach. Poseł na sejm 1581 roku z ziemi wieluńskiej. I tak w 1581 sprawował funkcję deputata szlacheckiego na Trybunał Skarbowy w Rawie Mazowieckiej. Nie jest zaś pewne, czy właśnie Gabriela dotyczy dostępna w diariuszu sejmowym informacja o pośle Masłowskim na sejm warszawski z 1587 roku. Nie podano bowiem imienia i urzędu. Umarł nie wcześniej niż w 1581 roku. W tymże bowiem roku, do 6 III – prócz wspomnianej wyżej funkcji deputata na Trybunał Skarbowy w Rawie Mazowieckiej – sprawował jeszcze urząd wojskiego wieluńskiego. Był żonaty z Dorotą Sielnicką, córką Melchiora.